# Флавий Варан
Вижте пояснителната страница за други личности с името Варан.
Флавий Варан (на латински: Flavius Varanes o Baranes) е политик на Източната Римска империя през V век.
През 456 година Варан e консул на Изтока заедно с Флавий Йоан. На Западната Римска империя консул е император Авит.